# Bolivianische Männer-Handballnationalmannschaft
Die bolivianische Männer-Handballnationalmannschaft repräsentiert den Handballverband Boliviens als Auswahlmannschaft auf internationaler Ebene bei Länderspielen im Handball gegen Mannschaften anderer nationaler Verbände.

## Geschichte
Die Federación Boliviana de handball ist seit 2009 Mitglied in der Internationalen Handballföderation (IHF) und seit 2019 in der Süd- und zentralamerikanischen Handballkonföderation (SCAHC). Für eine Weltmeisterschaft oder die Olympischen Spiele konnte sich die Auswahl bisher nicht qualifizieren. Auch an der zwischen 1980 und 2018 ausgetragenen Panamerikameisterschaft nahm sie nicht teil. In deren Nachfolgewettbewerb, der Süd- und zentralamerikanischen Meisterschaft, belegte die Mannschaft jeweils ohne Punktgewinn 2020 den sechsten und letzten Platz sowie 2022 den siebten und letzten Platz.
Bei den Juegos Bolivarianos 2017 verlor man alle vier Gruppenspiele und wurde Fünfter und Letzter. Bei den Südamerikaspielen 2018 wurde Bolivien nach fünf Niederlagen ebenfalls Letzter. Bei der IHF South and Central American Emerging Nations Championship, einem vom Weltverband ausgerichteten Wettbewerb für Handballentwicklungsländer in Süd- und Zentralamerika, gelang der Auswahl 2018 beim 38:21 gegen Panama der erste Sieg bei einem offiziellen Turnier, das sie vor Panama auf dem zehnten Rang beendete.